# Attack on Titan 2
Attack on Titan 2 és un videojoc d'acció i aventures desenvolupat per Omega Force i distribuït per Koei Tecmo, per a les plataformes: PlayStation 4, PlayStation Vita, Xbox One, Nintendo Switch i Microsoft Windows. Està basat en el manga i anime Shingeki no Kyojin, sent la seqüela de el videojoc del 2016 Attack on Titan. El joc es va llançar en primer lloc al Japó el 15 de març de 2018, i posteriorment en la resta de el món el 20 de març del mateix any.
El videojoc recrea els arcs argumentals de la primera i segona temporada de l'anime. Compta amb un nombre més gran de personatges jugables, pel que fa al primer lliurament. A més, s'implementen millores gràfiques i es renova el sistema de combat, principalment l'equip de maniobres tridimensional, permetent un millor control durant les batalles contra els titans.

## Desenvolupament
El videojoc va ser anunciat oficialment per Koei Tecmo i Omega Force el 21 d'agost de 2017, revelant que el seu llançament es produiria el 2018. En una entrevista a la pàgina web Polygon, el productor de el joc, Hisashi Koinuma, va explicar que el principal objectiu per a aquest nou videojoc seria desenvolupar una millor intel·ligència artificial i augmentar la dificultat pel que fa a la primera entrega.